# Doppelfehler

Maße des Spielfelds im Tennis

Ein Doppelfehler (engl. double fault) ist ein Fehler beim ersten und zweiten Aufschlag im Tennis.

## Regel
Für den Aufschlag hat der Spieler zwei Versuche. Sind beide fehlerhaft, wird dies Doppelfehler genannt und der Returnspieler erhält einen Punkt.
Folgende Fälle werden beim Aufschlag als Fehler gewertet:
- Berühren oder Übertreten der Grundlinie durch den Aufschläger (siehe Fußfehler)
- Ball geht ins Out bzw. trifft nicht in die diagonal gegenüberliegende Aufschlagzone des Gegners
- Ball geht ins Netz

Wenn bei einem ansonsten regelkonformen Aufschlag der Ball die Netzkante berührt und der Ball danach ins Aufschlagfeld gelangt, wird dies nicht als Fehler gewertet – der Aufschlag muss aber wiederholt werden.

## Statistik
Ein Doppelfehler passiert nach Statistik bei den Australian Open und den French Open nach jedem 25. Punkt, in Wimbledon und bei den US Open nach jeweils 20 Punkten.

## Rekorde
- Die Französin Esther Thebault servierte am 18. März 2018 in der zweiten Qualifikationsrunde eines ITF Turniers im französischen Le Havre[3] gegen ihre Landsfrau Emmanuelle Girard sage und schreibe 42 Doppelfehler. Sie verlor das Match daraufhin knapp in drei Sätzen mit 7:6, 4:6 und 5:7.[4]
- Die Russin Anna Kurnikowa servierte bei den Australian Open 1999 in der Zweitrundenbegegnung gegen die Japanerin Miho Saeki 31 Doppelfehler und gewann das Spiel dennoch. In der ersten Runde des Turniers hatte sie bereits 23 Doppelfehler serviert.[5]

- Mit 30 Doppelfehlern in einem Match hält der Schweizer Marc Rosset den Rekord, den er im Davis Cup 2001 in der Begegnung Schweiz gegen Frankreich im Match gegen Arnaud Clément aufstellte. Im gleichen Match servierte er aber auch 48 Asse und verlor am Ende mit 13:15 im fünften Satz.

- Den dritten Platz in der Rekord-Statistik hält ebenfalls Rosset. In der Begegnung gegen Michael Joyce bei den Wimbledon Championships 1995 servierte er 26 Doppelfehler.[6]

- In der zweiten Runde der Wimbledon Championships 1957 schlug die Brasilianerin Maria de Amorin 17 Doppelfehler in Folge.

- Mit fünf Doppelfehlern hat Greg Rusedski die meisten in einem einzigen Spiel in Folge geschafft. Diesen Rekord kann man nicht „verbessern“ (40:0, 40:15, 40:30, 40:40, 40:A, verloren)[7]

## Historische Doppelfehler
Bei der Davis-Cup-Begegnung der Schweiz gegen Tschechien am 2. Februar 2013 servierte der Schweizer Marco Chiudinelli im längsten Davis-Cup-Spiel der Geschichte und der zweitlängsten Tennispartie überhaupt im entscheidenden fünften Satz beim Stand von 4:6, 7:5, 4:6, 7:63, 22:23 aus Sicht der Schweizer den entscheidenden Doppelfehler und beendete diese historische Davis-Cup-Begegnung nach sieben Stunden und einer Minute. Die Schweiz verlor die Davis-Cup-Begegnung insgesamt mit 2:3.
In der Erstrundenbegegnung bei den Bausch & Lomb Championships 2002 in Amelia Island, zwischen der Luxemburgerin Anne Kremer und der Amerikanerin Jennifer Hopkins hatte sich der Platzwart vermessen und die Aufschlaglinie war um 0,9144 Meter näher am Netz. Dadurch servierten die beiden Spielerinnen 29 Doppelfehler. Das Match wurde nach Beratung von der WTA normal gewertet.

## Sonstiges
Die meisten Spieler versuchen den zweiten Aufschlag mit mehr Sicherheit zu spielen, schlagen daher oft mit verringerter Geschwindigkeit auf und zielen mehr ins Aufschlagfeld anstatt auf die Seitenlinien. Es gibt aber auch Situationen, in denen die Spieler mehr riskieren und beim zweiten Aufschlag einen Doppelfehler in Kauf nehmen. Beim Aufschlag gibt es tendenziell besonders viele Fehlentscheidungen der Linienrichter und des Schiedsrichters, da bei einer Geschwindigkeit von ca. 180 km/h meist nur Millimeter entscheiden, ob ein Ball noch die Seitenlinie berührt oder außerhalb war. Durch Einführung des Hawk-Eye beziehungsweise dessen Weiterentwicklung zum „Hawk-Eye-live“, einem computergestützten Systems zur Ballverfolgung, wurden Fehlentscheidungen beseitigt.
Beim Ultimate Tennis Showdown (UTS) gibt es nur einen Aufschlag, demzufolge auch keinen Doppelfehler.